# Ferdinand Fellner junior
Ferdinand Fellner junior (n. 19 aprilie 1847, Viena - d. 22 martie 1916, Viena) a fost un arhitect vienez, fiul arhitectului Ferdinand Fellner senior. Împreună cu Hermann Helmer (13 iulie 1849 - 2 aprilie 1919) a proiectat diferite teatre și palate din Europa. Cei doi au făcut carieră împreună, proiectând prin intermediul biroului de arhitectură care le purta numele (Fellner & Helmer⁠(d)). 
Firma celor doi arhitecți a proiectat numeroase edificii reprezentative pentru Belle Époque, între care: Observatorul din Viena, Teatrul Național din Cernăuți, Teatrul Național din Cluj, Teatrul Național din Iași, Teatrul de Stat din Oradea, Teatrul Național din Timișoara, Palatul de Justiție din Suceava, Opernhaus Zürich etc.

## Galerie

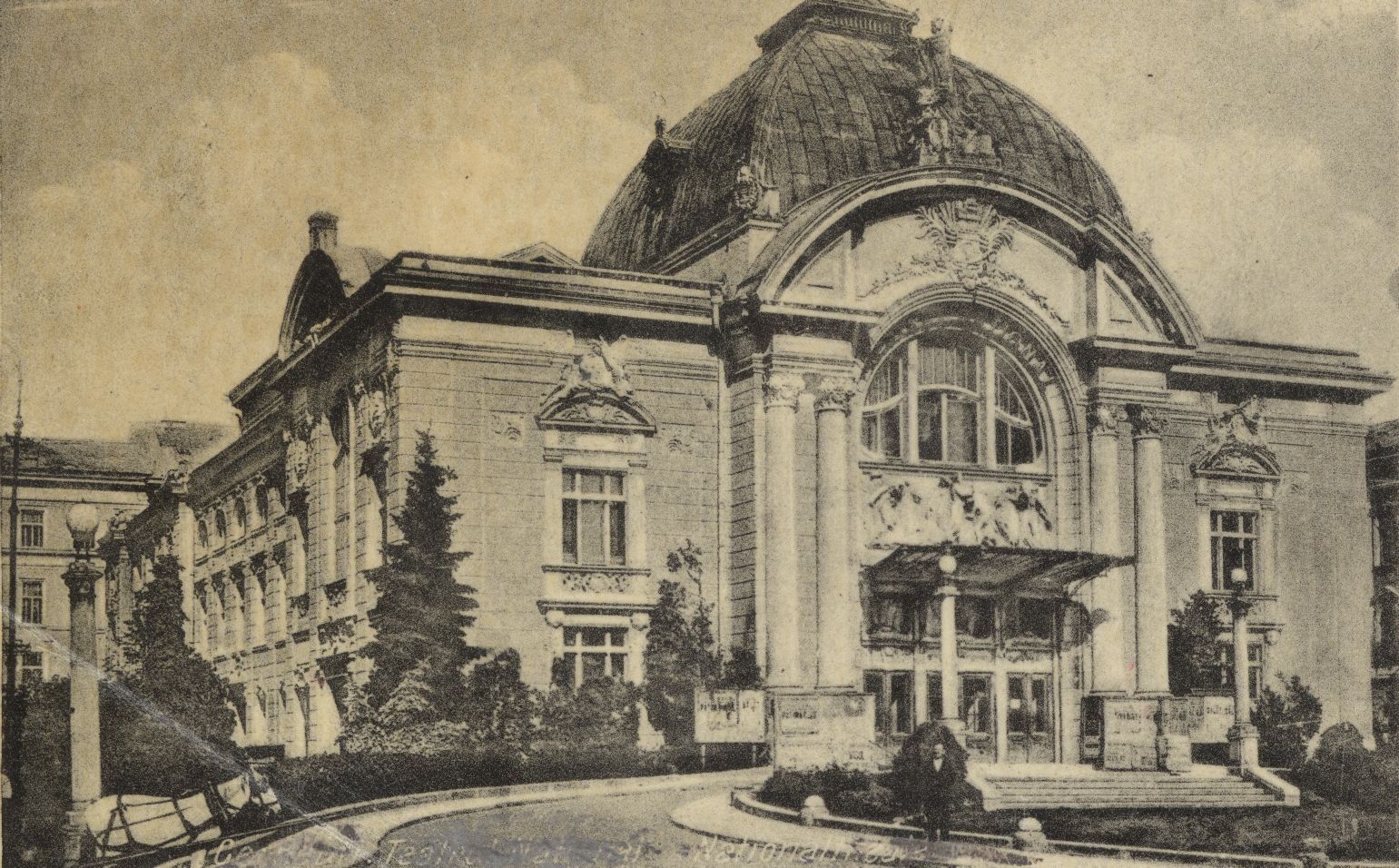
Teatrul Național din Cernăuți
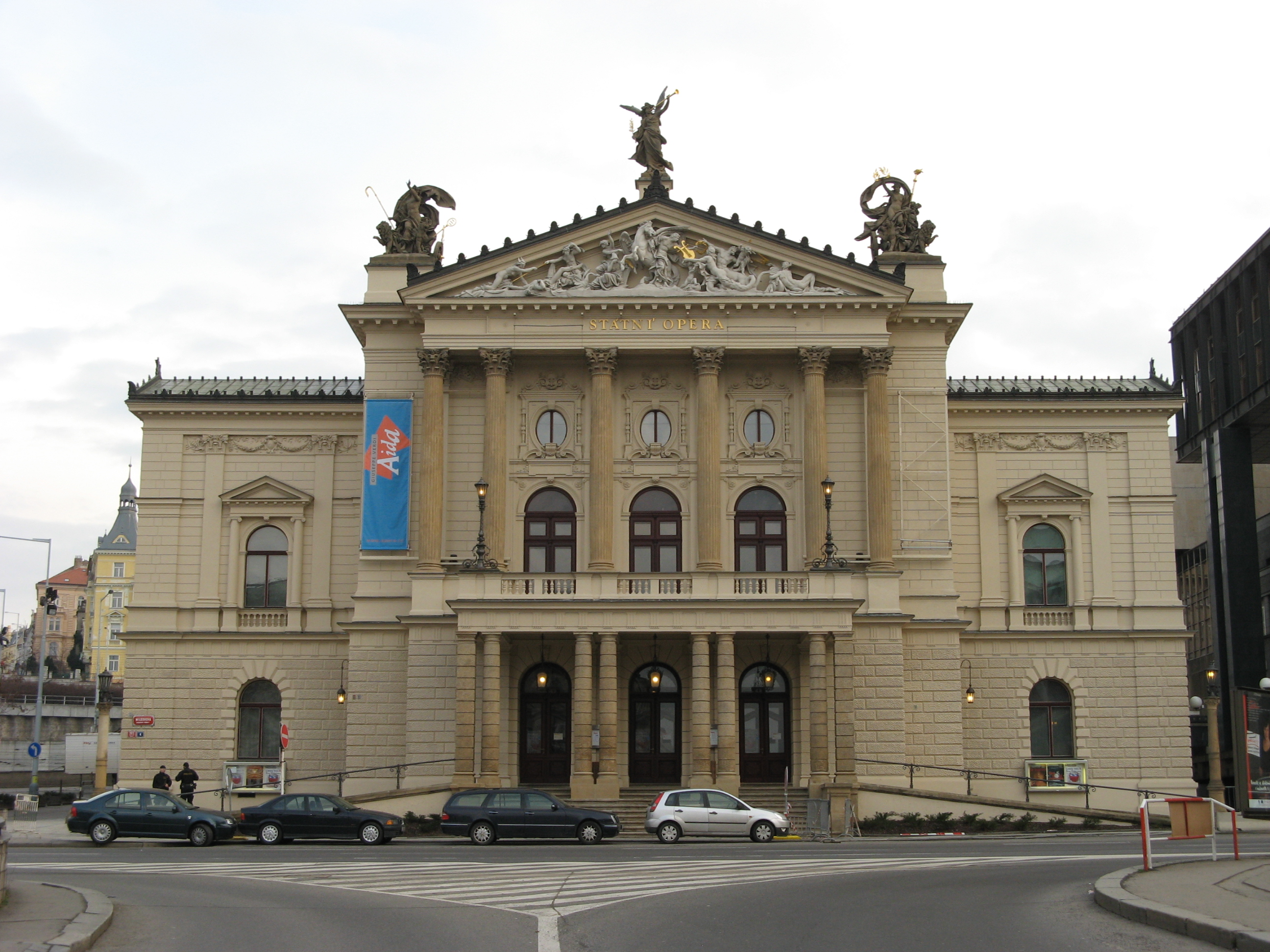
Opera de Stat din Praga
Teatrul de Stat din Oradea
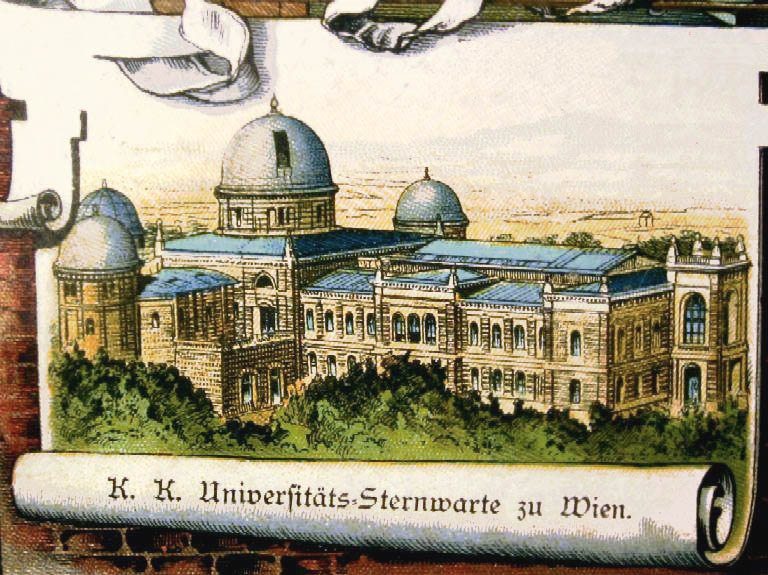
Observatorul din Viena (ilustrată din 1888)
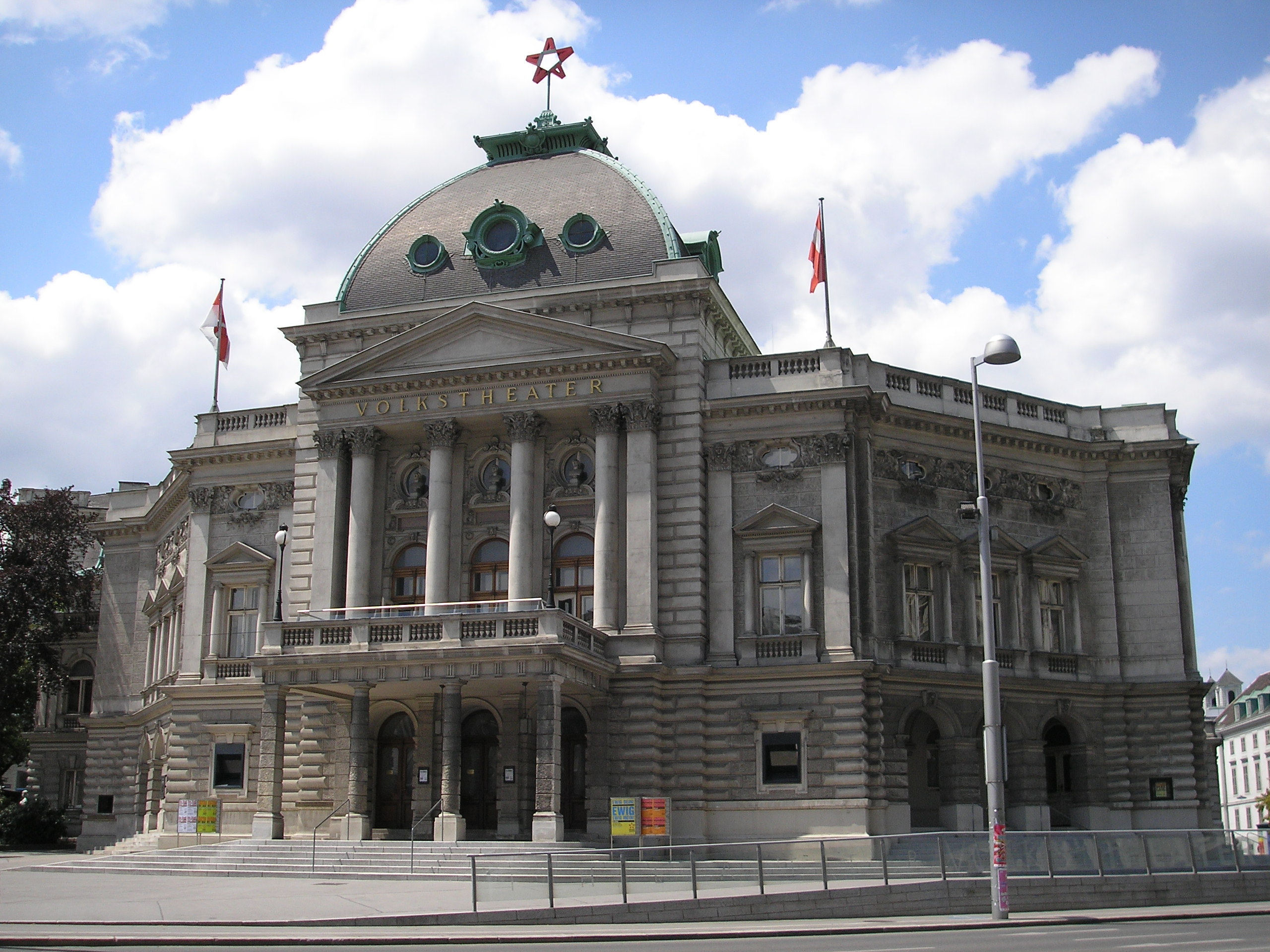
Volkstheater din Viena